# 2023年のNBAオールスターゲーム
2023年のNBAオールスターゲームは、2022-23シーズン中の2023年2月19日（日本時間20日）にユタ州ソルトレイクシティのビビント・アリーナで開催された第73回NBAオールスターゲームである。チームキャプテンにはレブロン・ジェームズとヤニス・アデトクンボが選ばれた。

## オールスターゲーム

### コーチ
1月30日にチーム・ヤニスのヘッドコーチとしてボストン・セルティックスのジョー・マズーラが、2月2日にチーム・レブロンのヘッドコーチとしてデンバー・ナゲッツのマイケル・マローンがそれぞれ選出された。

### 選出選手
オールスターゲームの選出は昨年と同様にファン投票とメディア投票によって選ばれる。 ファン投票はNBA公式サイトから毎日投票でき、スターターの選出はファン、メディア投票・現在チームに在籍している現役のNBA選手の投票によって選ばれる。ファン投票が総数50％を占め、NBA選手とメディア投票がそれぞれ25％を占める仕組みとなっている。各カンファレンスで累積投票総数が最も多かった2人のガードと3人のフロントコートプレイヤーがスターターに選ばれ、各カンファレンスで最も投票数が多かった2人の選手がチームキャプテンに選ばれる。
2023年1月27日にオールスターゲームのスターティングメンバーが発表された。イースタン・カンファレンスからはブルックリン・ネッツのカイリー・アービングとクリーブランド・キャバリアーズのドノバン・ミッチェルがバックコートのスターターに選出され、それぞれ8回目と4回目の出場となった。フロントコートはブルックリン・ネッツのケビン・デュラントとミルウォーキー・バックスのヤニス・アデトクンボ、ボストン・セルティックスのジェイソン・テイタムがスターターに選出され、それぞれ13回目と7回目、および4回目のオールスター出場を果たした。また、ヤニスは3年ぶりにイーストの最多得票となり、キャプテンに選ばれた。
ウェスタン・カンファレンスからはゴールデンステート・ウォリアーズのステフィン・カリーとダラス・マーベリックスのルカ・ドンチッチがバックコートのスターターに選出され、それぞれ9回目と4回目の選出となった。フロントコートはロサンゼルス・レイカーズのレブロン・ジェームズ、ニューオーリンズ・ペリカンズのザイオン・ウィリアムソン、デンバー・ナゲッツのニコラ・ヨキッチが選出され、それぞれ19回目と2回目、および5回目の選出となった。カリーム・アブドゥル＝ジャバーに並びNBA史上最多タイとなる19回目の選出を果たしたレブロンが5年連続でウェストの最多得票となり、キャプテンに選ばれた。
| Pos        | 選手                     | チーム                         | 選出回数   |
| スターター | スターター               | スターター                     | スターター |
| ---------- | ------------------------ | ------------------------------ | ---------- |
| G          | カイリー・アービング     | ダラス・マーベリックスNOTE1    | 8          |
| G          | ドノバン・ミッチェル     | クリーブランド・キャバリアーズ | 4          |
| F          | ヤニス・アデトクンボ     | ミルウォーキー・バックス       | 7          |
| F          | ケビン・デュラントINJ2   | フェニックス・サンズNOTE2      | 13         |
| F          | ジェイソン・テイタム     | ボストン・セルティックス       | 4          |
| リザーブ   |                          |                                |            |
| G          | ジェイレン・ブラウン     | ボストン・セルティックス       | 2          |
| G          | デマー・デローザン       | シカゴ・ブルズ                 | 6          |
| G          | タイリース・ハリバートン | インディアナ・ペイサーズ       | 1          |
| G          | ドリュー・ホリデー       | ミルウォーキー・バックス       | 2          |
| F          | ジュリアス・ランドル     | ニューヨーク・ニックス         | 2          |
| C          | バム・アデバヨ           | マイアミ・ヒート               | 2          |
| C          | ジョエル・エンビードST1  | フィラデルフィア・76ers        | 6          |
| F          | パスカル・シアカムREP1   | トロント・ラプターズ           | 2          |

| Pos        | 選手                               | チーム                             | 選出回数   |
| スターター | スターター                         | スターター                         | スターター |
| ---------- | ---------------------------------- | ---------------------------------- | ---------- |
| G          | ステフィン・カリーINJ1             | ゴールデンステート・ウォリアーズ   | 9          |
| G          | ルカ・ドンチッチ                   | ダラス・マーベリックス             | 4          |
| C          | ニコラ・ヨキッチ                   | デンバー・ナゲッツ                 | 5          |
| F          | レブロン・ジェームズ               | ロサンゼルス・レイカーズ           | 19         |
| F          | ザイオン・ウィリアムソンINJ3       | ニューオーリンズ・ペリカンズ       | 2          |
| リザーブ   |                                    |                                    |            |
| G          | シェイ・ギルジャス＝アレクサンダー | オクラホマシティ・サンダー         | 1          |
| G          | デイミアン・リラード               | ポートランド・トレイルブレイザーズ | 7          |
| G          | ジャ・モラントST2                  | メンフィス・グリズリーズ           | 2          |
| F          | ポール・ジョージ                   | ロサンゼルス・クリッパーズ         | 8          |
| F          | ジャレン・ジャクソン・ジュニア     | メンフィス・グリズリーズ           | 1          |
| F          | ラウリ・マルカネンST3              | ユタ・ジャズ                       | 1          |
| C          | ドマンタス・サボニス               | サクラメント・キングス             | 3          |
| G          | アンソニー・エドワーズREP2         | ミネソタ・ティンバーウルブズ       | 1          |
| G          | ディアロン・フォックスREP3         | サクラメント・キングス             | 1          |

Notes
斜体はそれぞれのカンファレンスの最多得票者
^INJ1 ステフィン・カリーは足の怪我で欠場

^INJ2 ケビン・デュラントは膝の怪我で欠場

^INJ3 ザイオン・ウィリアムソンはハムストリングの怪我で欠場

^REP1 ケビン・デュラントの代役としてパスカル・シアカムを選出

^REP2 ザイオン・ウィリアムソンの代役としてアンソニー・エドワーズを選出

^REP3 ステフィン・カリーの代役としてディアロン・フォックスを選出

^ST1 ケビン・デュラントの代役としてジョエル・エンビードがスターターに昇格

^ST2 ステフィン・カリーの代役としてジャ・モラントがスターターに昇格

^ST3 ザイオン・ウィリアムソンの代役としてラウリ・マルカネンがスターターに昇格

^NOTE1 イースタン・カンファレンスのスターター発表の後、カイリー・アービングはウェスタン・カンファレンスのダラス・マーベリックスへトレードされた

^NOTE2 イースタン・カンファレンスのスターター発表の後、ケビン・デュラントはウェスタン・カンファレンスのフェニックス・サンズへトレードされた

### ドラフト
オールスタードラフトは例年までと異なり、オールスターゲーム当日の試合開始前に会場で行われた。また、スターターからではなくリザーブから先に指名する形式となった。
| 指名順 | 選手                               | チーム         |
| ------ | ---------------------------------- | -------------- |
| 1      | デイミアン・リラード               | ヤニス         |
| 2      | アンソニー・エドワーズ             | レブロン       |
| 3      | ドリュー・ホリデー                 | ヤニス         |
| 4      | ジェイレン・ブラウン               | レブロン       |
| 5      | シェイ・ギルジャス＝アレクサンダー | ヤニス         |
| 6      | ポール・ジョージ                   | レブロン       |
| 7      | デマー・デローザン                 | ヤニス         |
| 8      | タイリース・ハリバートン           | レブロン       |
| 9      | パスカル・シアカム                 | ヤニス         |
| 10     | ジュリアス・ランドル               | レブロン       |
| 11     | バム・アデバヨ                     | ヤニス         |
| 12     | ディアロン・フォックス             | レブロン       |
| 13     | ドマンタス・サボニス               | ヤニス         |
| 14     | ジャレン・ジャクソン・ジュニア     | レブロン       |
| 15     | ジョエル・エンビード               | レブロン       |
| 16     | ジェイソン・テイタム               | ヤニス         |
| 17     | カイリー・アービング               | レブロン       |
| 18     | ジャ・モラント                     | ヤニス         |
| 19     | ルカ・ドンチッチ                   | レブロン       |
| 20     | ドノバン・ミッチェル               | キャバリアーズ |
| 21     | ニコラ・ヨキッチ                   | レブロン       |
| 22     | ラウリ・マルカネン                 | ヤニス         |

## オールスターウィークエンド

### セレブリティゲーム
Rufflesが提供する2023年のNBAオールスターセレブリティゲームは、2023年2月17日にユタ州ソルトレイクシティのジョン・M・ハンツマンセンターで行われる。地元のユタ・ジャズのオーナーであるライアン・スミスと、元NBA選手で現在はジャズの共同オーナーであるドウェイン・ウェイドがキャプテンを務める。
| 2023年2月17日 7:00 pm ET |

|  |

| チーム・ライアン vs. チーム・ドウェイン |

| 選手                                                  | バックグラウンド                     |
| ----------------------------------------------------- | ------------------------------------ |
| ケーン・ブラウン (3)                                  | AMA5度受賞のアーティスト             |
| コーデー                                              | ラッパー                             |
| ダイヤモンド・デシールズ                              | WNBA選手                             |
| カルビン・ジョンソン                                  | 元NFL選手                            |
| マルコス・マイオン                                    | TVホスト                             |
| ザ・ミズ                                              | WWE所属のプロレスラー                |
| アルバート・プホルス                                  | 元MLB選手                            |
| エバレット・オズボーン                                | 俳優                                 |
| オズナ                                                | ラッパー                             |
| ギレルモ・ロドリゲス                                  | ABC、ジミー・キンメル・ライブ!特派員 |
| シンカ・ウォールズ                                    | アクター                             |
| キャプテン: ライアン・スミス (ユタ・ジャズオーナー)   |                                      |
| ヘッドコーチ: リサ・レスリー (元WNBA選手)             |                                      |
| アシスタントコーチ: ファット・ジョー (ラッパー、俳優) |                                      |
| アシスタントコーチ: アレックス・ブレグマン (MLB選手)  |                                      |

| 選手                                                                        | バックグラウンド             |
| --------------------------------------------------------------------------- | ---------------------------- |
| ニッキー・ジャム                                                            | 歌手、俳優                   |
| ジェッサー                                                                  | コンテンツクリエイター       |
| シム・リウ                                                                  | 俳優                         |
| ハサン・ミナジ                                                              | コメディアン                 |
| DK・メトカーフ                                                              | NFL選手                      |
| ジャネール・モネイ                                                          | 女優、シンガーソングライター |
| アリケ・オグンボワレ                                                        | WNBA選手                     |
| 21サヴェージ                                                                | ラッパー                     |
| ランヴィール・シン (2)                                                      | 俳優                         |
| フランシス・ティアフォー                                                    | テニス選手                   |
| アレックス・トゥーサント (2)                                                | アスリート                   |
| キャプテン: ドウェイン・ウェイド ( ユタ・ジャズ共同オーナー、元NBA選手)     |                              |
| ヘッドコーチ: ヤニス・アデトクンボ (NBA選手)                                |                              |
| アシスタントコーチ アレックス・アデトクンボ (NBA選手)                       |                              |
| アシスタントコーチ タナシス・アデトクンボ (NBA選手)                         |                              |
| アシスタントコーチ リンゼイ・ボン (スキー選手、3度のオリンピックメダリスト) |                              |

### ライジングスターズ・チャレンジ
| Pos.                           | 選手                     | チーム                       | R/S/P      |
| ------------------------------ | ------------------------ | ---------------------------- | ---------- |
| G                              | ホセ・アルバラード       | ニューオーリンズ・ペリカンズ | ソフォモア |
| F                              | パオロ・バンケロ         | オーランド・マジック         | ルーキー   |
| F                              | スコッティ・バーンズ     | トロント・ラプターズ         | ソフォモア |
| G                              | ジェイデン・アイビー     | デトロイト・ピストンズ       | ルーキー   |
| G                              | ベネディクト・マサリン   | インディアナ・ペイサーズ     | ルーキー   |
| F                              | キーガン・マレー         | サクラメント・キングス       | ルーキー   |
| G                              | アンドリュー・ネムハード | インディアナ・ペイサーズ     | ルーキー   |
| 名誉ヘッドコーチ: パウ・ガソル |                          |                              |            |
| ヘッドコーチ: 未定             |                          |                              |            |

| Pos.                               | 選手                       | チーム                         | R/S/P      |
| ---------------------------------- | -------------------------- | ------------------------------ | ---------- |
| C                                  | ジェイレン・デューレン     | デトロイト・ピストンズ         | ルーキー   |
| G                                  | ジョシュ・ギディー         | オクラホマシティ・サンダー     | ソフォモア |
| G                                  | クエンティン・グライムズ   | ニューヨーク・ニックス         | ソフォモア |
| F                                  | エバン・モーブリー         | クリーブランド・キャバリアーズ | ソフォモア |
| F                                  | ジャバリ・スミス・ジュニア | ヒューストン・ロケッツ         | ルーキー   |
| F                                  | ジェレミー・ソーハン       | サンアントニオ・スパーズ       | ルーキー   |
| G                                  | ジェイレン・ウィリアムズ   | オクラホマシティ・サンダー     | ルーキー   |
| 名誉ヘッドコーチ: ジョアキム・ノア |                            |                                |            |
| ヘッドコーチ: 未定                 |                            |                                |            |

| Pos.                                   | 選手                   | チーム                       | R/S/P      |
| -------------------------------------- | ---------------------- | ---------------------------- | ---------- |
| G                                      | ジェイレン・グリーン   | ヒューストン・ロケッツ       | ソフォモア |
| G                                      | AJ・グリフィン         | アトランタ・ホークス         | ルーキー   |
| G                                      | ボーンズ・ハイランド   | デンバー・ナゲッツ           | ソフォモア |
| C                                      | ウォーカー・ケスラー   | ユタ・ジャズ                 | ルーキー   |
| F                                      | トレイ・マーフィー3世  | ニューオーリンズ・ペリカンズ | ソフォモア |
| C                                      | アルペラン・シェングン | ヒューストン・ロケッツ       | ソフォモア |
| F                                      | フランツ・バグナー     | オーランド・マジック         | ソフォモア |
| 名誉ヘッドコーチ: デロン・ウィリアムス |                        |                              |            |
| ヘッドコーチ: 未定                     |                        |                              |            |

| Pos.                                 | 選手                           | チーム                   | R/S/P        |
| ------------------------------------ | ------------------------------ | ------------------------ | ------------ |
| G                                    | シディ・シソッコ               | NBAGリーグ・イグナイト   | プロスペクト |
| G                                    | スクート・ヘンダーソン         | NBAGリーグ・イグナイト   | プロスペクト |
| F                                    | モジェイブ・キング             | NBAGリーグ・イグナイト   | プロスペクト |
| F                                    | ケネス・ロフトン・ジュニア     | メンフィス・ハッスル     | プロスペクト |
| G                                    | マック・マクラング             | デラウェア・ブルーコーツ | プロスペクト |
| F                                    | レナード・ミラー               | NBAGリーグ・イグナイト   | プロスペクト |
| G                                    | スコッティ・ピッペン・ジュニア | サウスベイ・レイカーズ   | プロスペクト |
| 名誉ヘッドコーチ: ジェイソン・テリー |                                |                          |              |
| ヘッドコーチ: 未定                   |                                |                          |              |

|  | セミファイナル | セミファイナル |               |     | ファイナル | ファイナル |
|  |                |                |               |     |            |            |
|  |                |                |               |     |            |            |
|  |                |                |               |     |            |            |
|  | Team A         | TBD            |               |     |            |            |
|  | Team A         | TBD            |               |     |            |            |
|  | Team B         | TBD            |               |     |            |            |
|  | Team B         | TBD            | Game 1 Winner | TBD |            |            |
|  |                |                | Game 1 Winner | TBD |            |            |
|  |                | Game 2 Winner  | TBD           |     |            |            |
|  | Team C         | Game 2 Winner  | TBD           | TBD |            |            |
|  | Team C         |                |               | TBD |            |            |
|  | Team D         | TBD            |               |     |            |            |
|  | Team D         | TBD            |               |     |            |            |